# Epidendrum miserrimum
Epidendrum miserrimum är en orkidéart som beskrevs av Heinrich Gustav Reichenbach. Epidendrum miserrimum ingår i släktet Epidendrum och familjen orkidéer. Inga underarter finns listade i Catalogue of Life.